# North American F-82 Twin Mustang
 (octobre 2024).
Le North American F-82 Twin Mustang était un avion militaire de la guerre froide, construit aux États-Unis par North American Aviation. 
Développé durant la Seconde Guerre mondiale pour remplacer son prédécesseur monomoteur et monoplace le P-51 Mustang, il arriva en unités opérationnelles trop tard pour prendre part au conflit. 
Il combattit durant la guerre de Corée. Les F-82 furent les premiers avions américains à arriver sur le théâtre des opérations, et remportèrent la première victoire aérienne du conflit. 
Le F-82 fut le dernier avion de chasse à moteur à pistons de l'United States Air Force.

## Historique
Le développement de l'avion a commencé à la fin de 1943, sous la direction d'Edgar Schmued lorsque les états majors ont été confrontés aux combats sur le PTO (Pacific Theater of Operations), théâtre des opérations du Pacifique, où les avions doivent parcourir de longues distances. En effet, l’USAAF avait besoin d’un tel appareil pour accompagner ses B-29 dans leurs missions contre le Japon. 
Les chasseurs monoplaces et souvent monomoteurs déployés dans le Pacifique sont à la peine et cela met beaucoup de pression physique sur les pilotes. Souvent les missions des pilotes de chasse sur le PTO peuvent atteindre huit heures. À leur retour les pilotes étaient souvent si fatigués qu'ils avaient de problèmes de locomotion et de sommeil.
Le F-82 Twin Mustang de North American Aviation a été le dernier chasseur à moteur à pistons commandé par l'United States Army Air Forces (USAAF). 

## Concept
C'est à cette époque qu'est née l'idée de créer un chasseur avec un copilote. Les ingénieurs de la firme North American vont proposer de combiner deux fuselages de Mustang avec une aile de jonction et un stabilisateur de queue rectangulaire, et une aile standard de l'autre côté. Le projet a reçu au sein de la société la désignation NA-120. 
Ce concept du jumelage de deux appareils n’était pas nouveau car la Luftwaffe avaient déjà pensé en 1943 à jumeler deux Messerschmitt Bf 109 faisant ainsi un Bf 109 Z (de Zwilling (« double ou jumeau » en allemand).

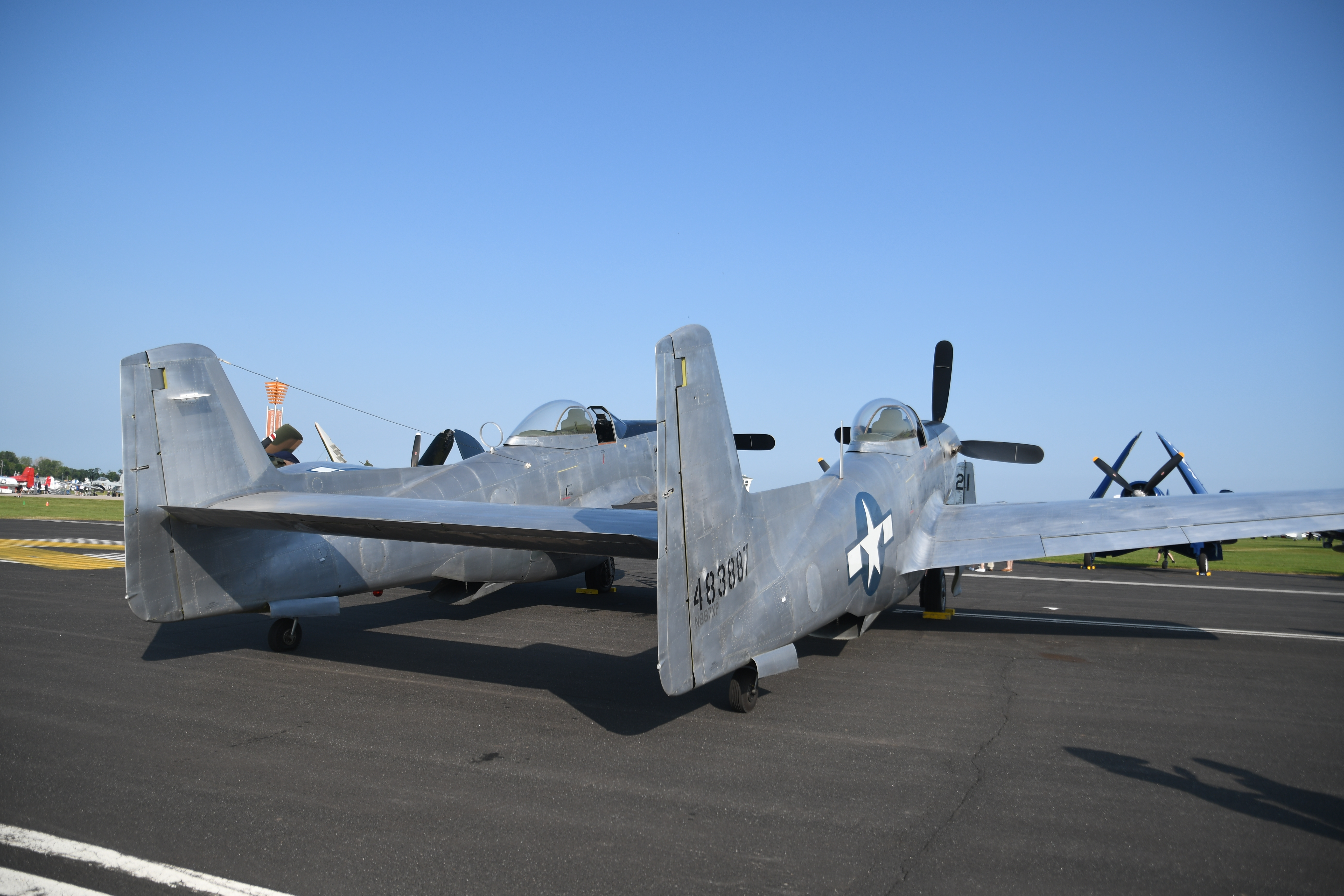
Le XP-82 Twin Mustang de Tom Reilly à Oshkosh 2019.
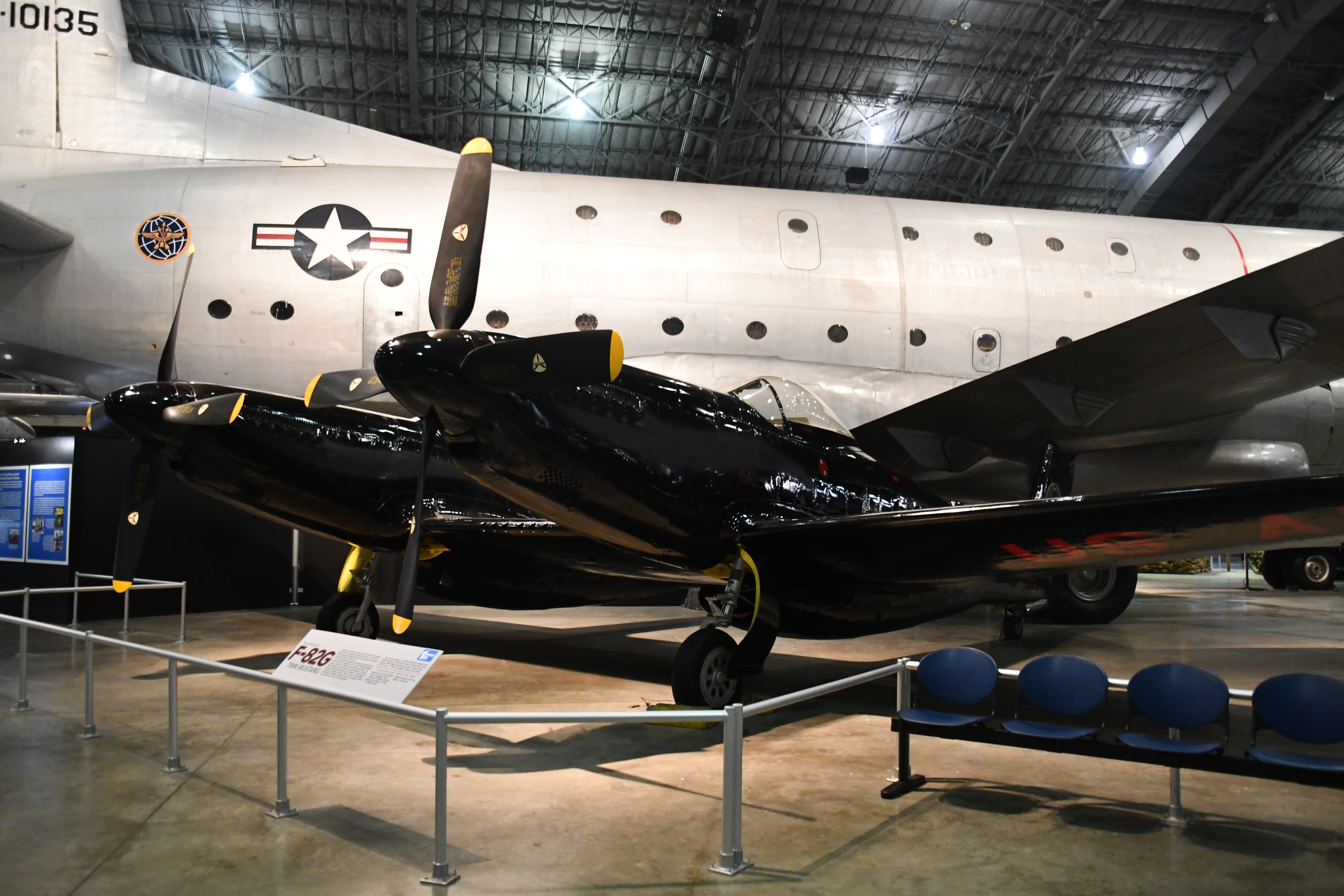
Un F-82G Twin Mustang au National Museum of the United States Air Force, à Dayton (Ohio), devant un C-124 Globemaster II.
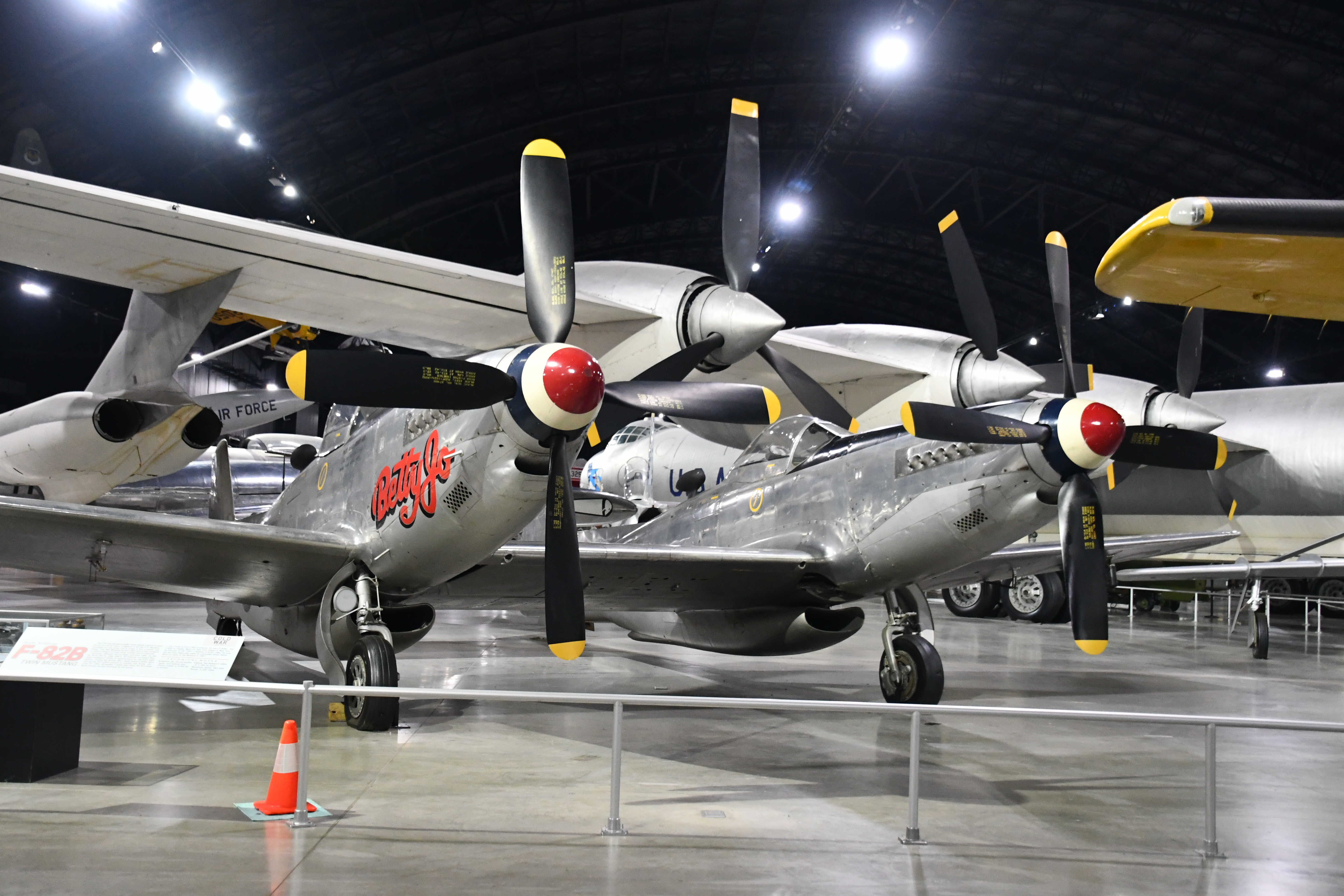
Un F-82B Twin Mustang au National Museum of the USAF.